# 波良基 (烏克蘭)
48°3′57″N 24°57′18″E / 48.06583°N 24.95500°E

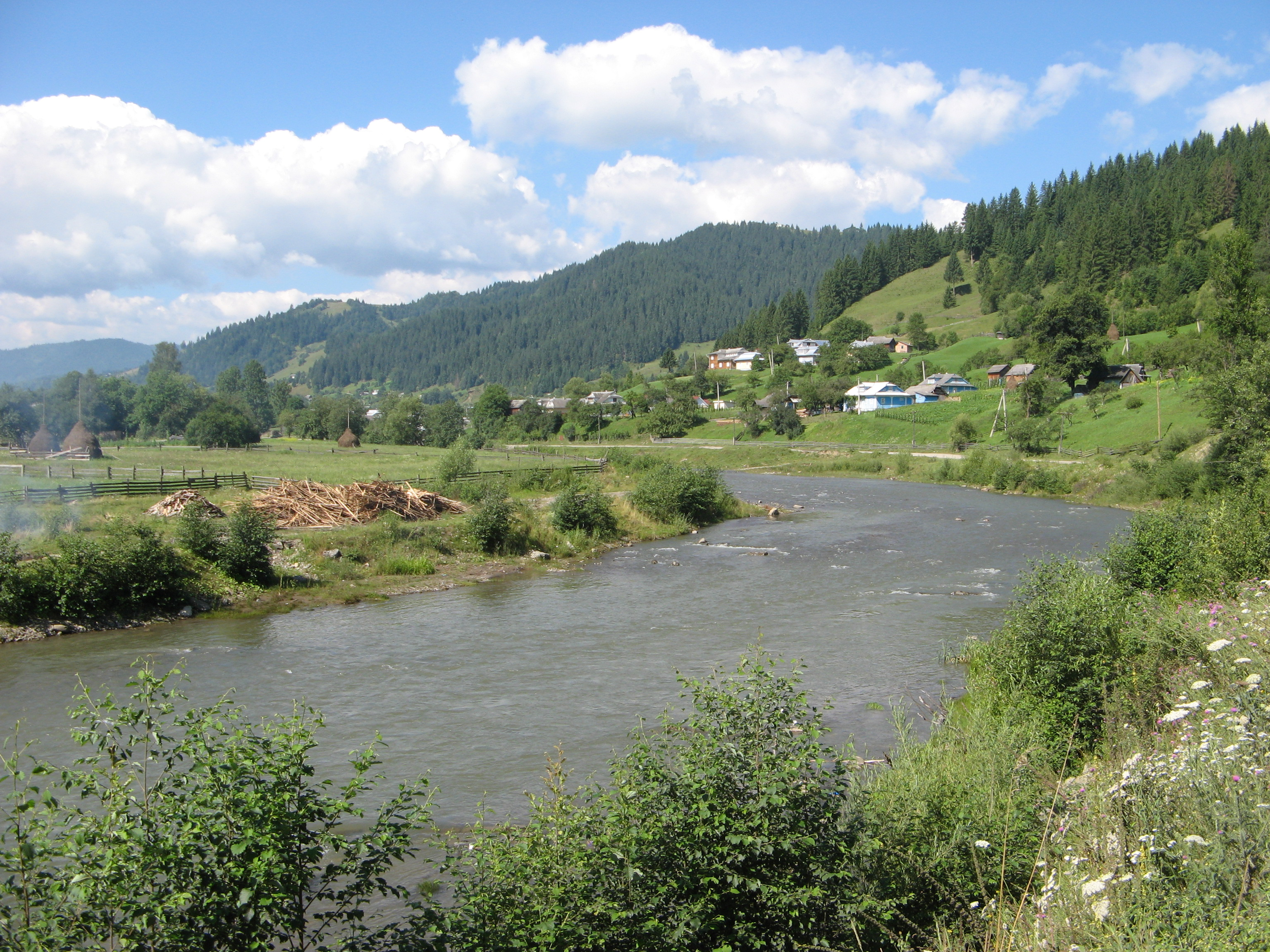

波良基是烏克蘭的村落，位於該國西部伊萬諾-弗蘭科夫斯克州，由韋爾霍維納區負責管轄，處於比利切列莫什河畔，始建於1701年，面積4平方公里，2001年人口604。